# Музей локомотивного депо Вологда
Музей локомотивного депо Вологда — железнодорожный музей, расположенный на территории локомотивного депо Вологда.

## История
В конце 50-х годов XX века в здании клуба локомотивного депо Вологды была устроена комната боевой и трудовой славы. В 1978 году совместным решением руководства депо и профкома в клубе создали «Музей боевой и трудовой славы». Материалы для него собирали по крупицам в краеведческом музее и в семейных архивах работников депо. В музее проводились экскурсии для учащихся техникума и училища, школьников и воспитанников детсадов. Поступающих в депо молодых рабочих знакомили с историей предприятия.
В 2000-е годы здание клуба перестало эксплуатироваться из-за аварийного состояния. По этой же причине перестал функционировать и музей.
17 сентября 2009 года музей повторно открылся в здании цеха эксплуатации депо. Благодаря администрации депо и работникам профсоюзного комитета удалось полностью сохранить все экспонаты из старого музея.

## Экспозиция
Экспозиция развёрнута в зале площадью 110 м² и на открытой площадке. В музее находятся более 500 различных экспонатов железнодорожной тематики, демонстрирующих историю локомотивного депо. Особый интерес представляют прекрасно сохранившиеся фотографии коллектива депо начиная с 1906 года и до конца XX века. Экспозиция музея постоянно пополняется историческими материалами из архива локомотивного депо.
Стенды основного зала освещают следующие темы:
- Дореволюционный период
- Военные действия первой половины XX века
- Послевоенный восстановительный период
- Социалистическое соревнование 1960—1980-е годы
- Трудовые династии

На открытой площадке установлены на вечную стоянку натурные образцы локомотивов:
- паровоз ЛВ-0197
- тепловоз 2ТЭ10В-3491
- тепловоз ЧМЭ3-713

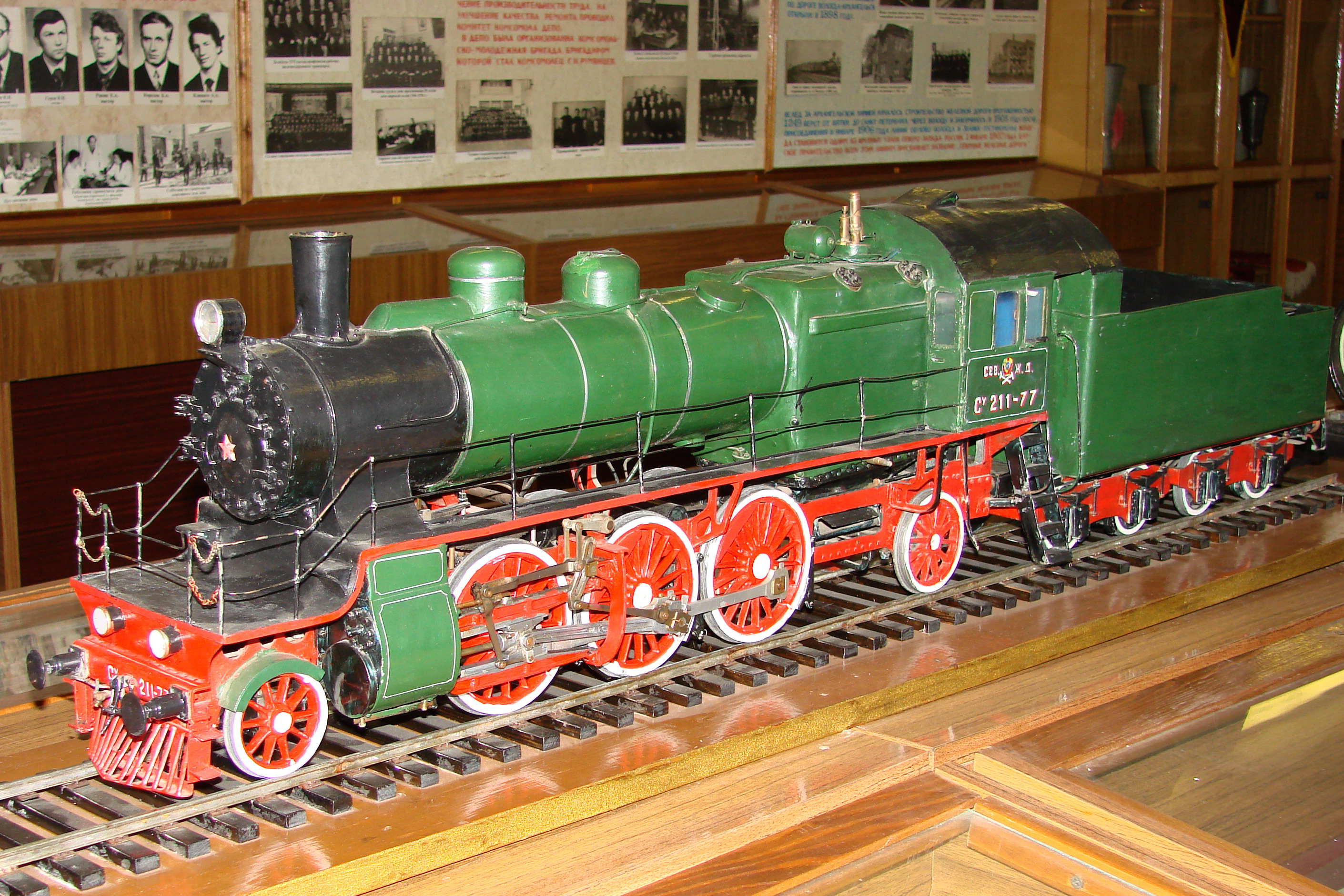
модель паровоза Су
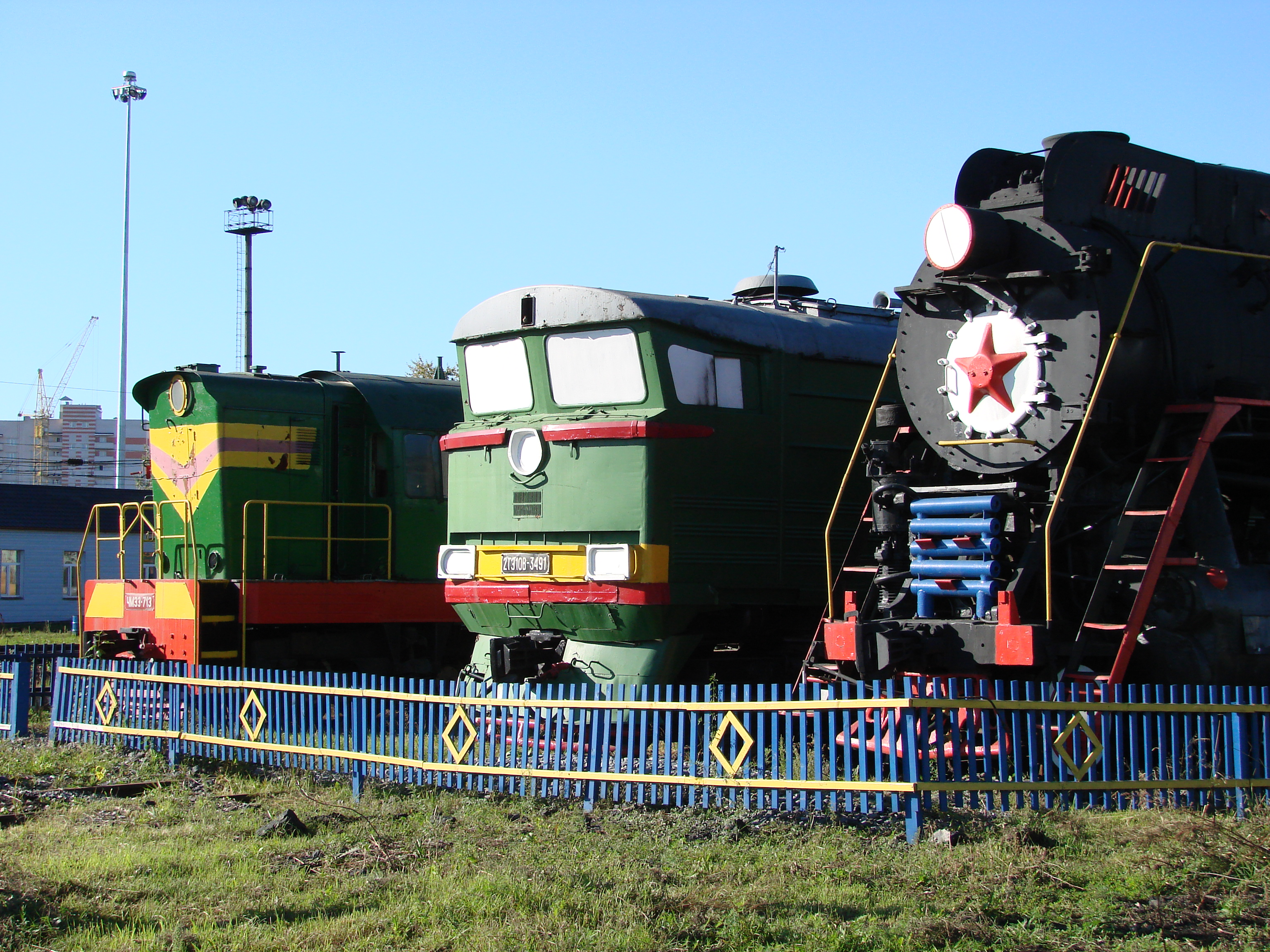
Открытая площадка